# Аккатоне
«Аккатоне» (итал. Accattone дословно на русский — «Нищий») — дебютный фильм Пьера Паоло Пазолини 1961 года по сюжету собственного романа «Una vita violenta».
Фильм является знаковым и отражает сложные гендерные отношения и культурные аспекты римских трущоб после войны. Пазолини выступал против быстро меняющегося потребительского общества и фокусировался на изображении римского люмпенпролетариата.

## Сюжет
Витторио Аккатоне — сутенёр из Рима. Единственным способом, которым он зарабатывает деньги, является проститутка Маддалена. Однако её арестовывают, и у Витторио наступает чёрная полоса. Сначала он распродаёт своё имущество: «золото», машину. Но и этого не хватает — он превращается в настоящего нищего, бродягу. Ему приходится прибегать к хитроумным ухищрениям, лишь бы избавиться от голода. Позже он знакомится с молодой невинной девушкой Стеллой. Хорошая замена Маддалене. Он пускает в ход всё своё очарование и Стелла влюбляется в него. Аккатоне рад вернуться к прежней жизни, он толкает Стеллу «на панель». Но она, несмотря на свою самоотверженность, не может отдаться другому. Маддалена в тюрьме узнаёт о сопернице и доносит на Аккатоне в полицию. За ним начинают следить. Аккатоне решает отказаться от своего плана сделать Стеллу проституткой, он хочет зарабатывать по-другому. Но тяжёлый труд не для него, а в воровстве он терпит неудачу в первой же вылазке. Аккатоне пытается убежать с места преступления на мотоцикле и гибнет в аварии.

## В ролях
- Франко Читти — Витторио 'Аккатоне'
- Франка Пасут — Стелла
- Сильвана Корсини — Маддалена
- Паола Гиди — Аскенза
- Адриана Асти — Аморе

## История создания

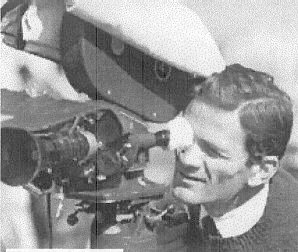
Пазолини во время съёмок «Аккатоне»

Провинциал Пазолини знал римские трущобы (боргате) не понаслышке. Уже его первый роман «Шпана» (итал. «Ragazzi di vita»), 1955) живописал жизнь улиц и закоулков столицы. Вышедшая через четыре года «Жестокая жизнь» (итал. «Una vita violenta») была основана на том же материале. Этот роман и послужил основой для фильма, а на образе главного героя романа Томмазо и основан образ Витторио по прозванию «Аккатоне».
Предполагалось, что в съёмках примет участие Федерико Феллини, но, увидев пробный материал, он отказался. Помимо общей стилистики фильма, Феллини не устроило место съёмок — римские трущобы. Кроме прочего, он не верил в актёрские способности Франко Читти. Франко был младшим братом Серджо Читти, сценариста и большого специалиста по римскому диалекту (сотрудничавшему в этом качестве не только с Феллини и Пазолини, но с Мауро Болоньини).
Именно Болоньини разглядел в отснятых пробниках смысл будущего кинопослания и привлёк к проекту продюсера Альфредо Бини. Впоследствии Франко Читти стал звездой, а Пазолини к славе литератора добавил славу режиссёра.
Пазолини сознательно жил и общался с люмпенпролетариатом, и его произведения, включая "Аккатоне", были созданы для представления их жизни изнутри. В фильме преобладает использование актеров не из круга профессионалов, что подчёркивает непривычное для фильма «качество». Например, зубы некоторых актеров в плохом состоянии, что является частью стиля Пазолини, а не только сюжетной необязательностью.
Пазолини вкладывал в свои работы личные переживания, особенно связанные с его отношениями с матерью и его видением молодежи. Женские персонажи "Аккатоне" демонстрируют сложные идентичности, сочетающие материнство, проституцию и женственность, и эти идентичности играют важную роль в повествовании фильма.

## Номинации
Франко Читти был номинирован на премию BAFTA в номинации лучший иностранный актёр.
В качестве музыкального сопровождения в фильме используется музыка Иоганна Себастьяна Баха (ария из оркестровой сюиты № 3 и фрагменты других произведений).
В качестве ассистента режиссёра в картине работал Бернардо Бертолуччи.

## Реакция критиков
«Аккатоне» был принят неоднозначно; Феллини сомневался в желательности выбранной обстановки и актерских способностях исполнителя главной роли; фильм столкнулся с трудностями у итальянских цензоров; после выпуска итальянские неофашисты реагировали насилием в кинотеатрах. Однако Берналдо Бертолуччи восхищался методами Пазолини во время съёмок "Аккатоне".
Фильм вызвал скандальные отзывы на Венецианском кинофестивале, был раскритикован как за излишнюю реалистичность, так и за использование нецензурной лексики. Цензоры выразили недовольство фильмом, который был запрещён для демонстрации подросткам до 18 лет.
Реакция со стороны левых была также резкой; романы Пазолини «были осуждены коммунистическими интеллектуалами как идеологически несогласованные», и его первый фильм был подвергнут аналогичной критике; левые комментаторы жаловались, что фильм «провозглашает бесполезность социальной или политической борьбы».
В традиционной научной интерпретации «Аккатоне» считается преимущественно патриархальным, однако наиболее динамичными и жизненно важными персонажами истории являются женщины, чьи сложные идентичности объединяют материнство (биологическое или символическое), проституцию и женственность.
Из-за того, что Пазолини был «неправоверным марксистом, гомосексуалом и неверующим, погруженным в католицизм», его работа «вызвала фурор в итальянской культуре».
Хотя "Аккатоне" может показаться продолжением итальянского неореализма по своей тематике и способу съёмки, Пазолини намеренно создавал его как антипод этой традиции, стремясь к реалистическому изображению жизни через эпический и мифологический взгляд.